# Weikel
Weikel az Amerikai Egyesült Államok északnyugati részén, Washington állam Yakima megyéjében elhelyezkedő önkormányzat nélküli település.
A települést 1914-ben alapította a North Yakima and Valley Railway Company; névadója George Weikel, akinek a telkét a vasúti pálya építésekor kisajátították. A helység egyes korabeli térképeken „Wiekel” néven szerepelt.

## Fordítás
Ez a szócikk részben vagy egészben  a   Weikel, Washington című angol Wikipédia-szócikk ezen változatának fordításán alapul.  Az eredeti cikk szerkesztőit annak laptörténete sorolja fel. Ez a jelzés csupán a megfogalmazás eredetét és a szerzői jogokat jelzi, nem szolgál a cikkben szereplő információk forrásmegjelöléseként.